# Next Lejdis 3D
Trwa dyskusja nad usunięciem tego artykułu, kliknij i weź w niej udział.
Next Lejdis 3D – pierwszy polski kanał telewizyjny w jakości 3DTV skierowany głównie do kobiet o wszechstronnych zainteresowaniach. W ramówce kanału znajdywały się magazyny, poradniki, wywiady i felietony, jak również programy muzyczne, o kulturze, premierach filmowych, premierach teatralnych czy premierach książkowych.

## Historia
Kanał rozpoczął nadawanie 1 lipca 2011 roku. Wraz ze stacją zostały uruchomione 3 siostrzane kanały telewizyjne, w tym dwa w jakości 3DTV (Next Man 3D, Next Young 3D oraz Next Music HD). Były to pierwsze na polskim rynku pełne kanały 3D.
Kanał Next Lejdis 3D nadawał ze studia spółki Astro w Warszawie, będącego pierwszym na świecie wirtualnym studiem 3D, opartym na systemie ORAD. Kolejno sygnał kanału przesyłany był światłowodem do wybranych sieci kablowych, które są podłączone z Pałacem Kultury lub Centrum LIM w Warszawie. W grudniu 2011 została uruchomiona wersja HDTV kanału.
Z powodu ograniczonego zasięgu, wysokich kosztów emisji i niedostosowania przez widzów odbiorników do odbioru sygnału w 3D, kanał zakończył nadawanie w obydwu wersjach we wrześniu 2014 roku.